# Saint-Romain-le-Noble
Saint-Romain-le-Noble település Franciaországban, Lot-et-Garonne megyében. Lakosainak száma 401 fő (2022. január 1.). Saint-Romain-le-Noble Clermont-Soubiran, Puymirol, Saint-Jean-de-Thurac, Saint-Nicolas-de-la-Balerme, Saint-Pierre-de-Clairac, Saint-Sixte és Saint-Urcisse községekkel határos.

## Népesség
A település népessége az elmúlt években az alábbi módon változott:
| Lakosok száma | 261  | 271  | 388  | 406  | 429  | 447  | 418  | 396  | 393  | 401  |
|               | 1968 | 1982 | 1990 | 2006 | 2013 | 2015 | 2017 | 2019 | 2020 | 2022 |